# Sassoferrato
Sassoferrato é uma comuna italiana da região dos Marche, província de Ancona, com cerca de 7 411 habitantes. Estende-se por uma área de 135 km², tendo uma densidade populacional de 55 hab/km². Faz fronteira com Arcevia, Costacciaro (PG), Fabriano, Genga, Pergola (PU), Scheggia e Pascelupo (PG), Serra Sant'Abbondio (PU).

## Demografia
| Variação demográfica do município entre 1861 e 2011                               |
|                                                                                   |
| Fonte: Istituto Nazionale di Statistica (ISTAT) - Elaboração gráfica da Wikipedia |